# Polymixis rmadia
Polymixis rmadia là một loài bướm đêm trong họ Noctuidae.